# Championnats de France de tennis de table 2013
Navigation
Championnats de France 2014
Les Championnats de France de tennis de table 2013 se sont déroulés à Agen du 26 au 28 avril 2013. Simon Gauzy s'impose en simple et en double à seulement 18 ans.

## Simples
En simple messieurs, Simon Gauzy s'impose en finale contre Abdel-Kader Salifou à l'issue d'une partie très disputée, sur le score de 4-3 (7-11, 11-2, 11-6, 9-11, 11-3, 9-11, 11-8). En simple dames, Li Xue de Grand Quevilly l'emporte devant Yuan de Saint Loup/St-Berthevin sur le score de 4-2 (11-8, 6-11, 11-4, 11-8, 11-13, 11-5).

## Doubles
En double messieurs le titre revient à la paire Simon Gauzy, associé à Emmanuel Lebesson. Chez les dames Jia Nan Yuan et Aurore Dessaint montent sur la plus haute marche du podium.